# Gevangenisoproer Brazilië 2017
In januari 2017 vonden er meerdere uitbraken van geweld plaats in Braziliaanse gevangenissen. De rellen ontstonden in de Anisio Jobim-gevangenis, in de deelstaat Amazonas, tussen de rivaliserende benden het Comando Vermelho (CV) en Primeiro Comando da Capital (PCC). In totaal zijn er tijdens drie conflicten 113 mensen om het leven gekomen. Volgens sommige bronnen is dit aantal zelfs 140.

## Achtergrond
Er zijn meerdere oorzaken die hebben geleid tot het gevangenisoproer. Ten eerste heeft het militaire dictatorschap van 1964 en 1985 in Brazilië een nalatenschap achtergelaten van slechte rule of law, wantrouwen in het strafrecht en matige bescherming van de rechten van de mens. Dit resulteert in veel gevangenen die onder slechte omstandigheden en zonder proces worden opgesloten. Door de slechte rule of law en het wantrouwen in het strafrecht is het vertrouwen in de politiek en justitie laag. Daarnaast is de publieke opinie van mening is dat criminelen een harde aanpak verdienen. In 2016 kwam uit een poll naar voren dat 57% van de Brazilianen vindt dat een goede crimineel een dode crimineel is. Daarnaast was 90% van de Brazilianen voor een wetswijziging die de leeftijd van strafrechtelijke verantwoordelijkheid verlaagt van 18 naar 16. Dit komt waarschijnlijk omdat Brazilië een van de hoogste moordcijfers in de wereld heeft. Dit heeft geresulteerd in een beleid waarbij veel mensen uit de onderklassen achter de tralies belanden. Een andere reden zijn de snelle economische ontwikkelingen die Brazilië de afgelopen jaren heeft meegemaakt. Hierdoor is de kloof tussen arm en rijk in Brazilië alleen maar groter geworden. De onderklasse wordt daardoor buiten de maatschappij geplaatst. Zij zijn genoodzaakt op de randen van grote steden op vaak illegale wijze te wonen in favelas. Deze worden vaak door lokale benden bestuurd. Hierdoor komt de onderklasse sneller in aanraking met criminele activiteiten.
Brazilië heeft in 2018 met 600.000 gevangenen het op vier na hoogste aantal gevangenen ter wereld. Dit aantal lag in 1995 nog op 100.000 gevangenen en in 1973 op 30.000. De gevangenissen zijn door deze stijging vaak overvol. Schattingen gaan ervan uit dat Braziliaanse gevangenissen plaats hebben voor minder dan 400.000 gedetineerden. Toch komen er elke dag bijna 3.000 gevangenen bij. Politieke onstabiliteit en het verouderde strafrecht hebben een machtsvacuüm opengelaten in de gevangenissen. Door een tekort aan goed opgeleid personeel en faciliteiten zijn het daarom vaak de gevangenen zelf die de gevangenissen besturen. De organisaties die de dienst uitmaken in deze gevangenissen zijn het Comando Vermelho (CV) en Primeiro Comando da Capital. Het Comando Vermelho was een groep die bestond uit opgesloten politieke activisten en andere gevangenen die zich organiseerden om zich te verzetten tegen onderdrukking en mensenrechtenschending in gevangenissen. Al snel breidden de activiteiten van deze groep zich uit tot drugshandel en andere vormen van criminaliteit. Primeiro Comando da Capital (PCC) is een Braziliaanse bende die in 1992 ontstond in de gevangenis als reactie op een bloedbad in São Paulo's Carandiru-gevangenis waarbij 111 gevangenen de dood vonden. Door organisatie en zelfbestuur in de gevangenis zorgde het PCC voor bescherming tegen bewakers en rivaliserende benden. Deze bende weet vanuit de gevangenis ook prostitutie, afpersing en drugshandel in heel Brazilië te organiseren. Het PCC is de grootste criminele organisatie in Brazilië en maakt de dienst uit in ongeveer 90% van de gevangenissen in het land. Door de massale opsluiting van criminelen in Brazilië vormen de gevangenissen een belangrijk netwerk om nieuwe leden te rekruteren. De rivaliserende benden die massaal worden opgesloten en het gebrek aan sterke autoriteit in de gevangenissen maakt confrontaties tussen de benden haast onvermijdelijk.

## Gebeurtenissen januari 2017
De eerst uitbraak van geweld begon in de ochtend van 1 januari 2017, in de Anisio Jobim gevangenis in de Braziliaanse staat Amazones. De reden voor de uitbraak van geweld was een conflict over drugsroutes in het noorden van Brazilië tussen het PCC en CV. Meer dan 17 uur lang had het CV controle over de gevangenis waarbij 12 bewakers en 74 gevangenen werden gegijzeld. De politie maakten een einde aan de opstand in de ochtend van 2 januari. Uiteindelijk vonden 56 gevangenen de dood waarvan 6 door middel van onthoofding om het leven kwamen. In de nasleep van het conflict werd duidelijk dat de opstand systematisch was gepland. Een tunnelnetwerk werd gevonden en bewakers gaven aan het vermoeden te hebben gehad dat er wapens naar binnen werden gesmokkeld. De verantwoordelijkheid van het conflict werd volledig bij de gevangenen gelegd door minister van justitie Alexandre de Moraes.
In de ochtend van 6 januari 2017 vond er een wedervergelding voor het conflict in Manaus plaats in de Monte Cristo Agricultural-gevangenis in Boa Vista, Roraima. In minder dan een uur tijd wisten gedetineerden onderdeel van het PCC 31 gevangenen met messen van het leven te beroven. De militaire politie had weinig moeite de controle in de gevangenis te herstellen. De lichamen van de slachtoffers waren vaak ontdaan van hun hart of in vieren gedeeld. Omdat deze actie werd gezien als een wraakactie op het CV, werden alleen leden van het PCC gearresteerd.
Op 14 januari 2017 voerde het PCC opnieuw een wedervergelding uit voor het conflict in Manaus. Deze keer in de Alcaçuz gevangenis nabij Natal in de staat Rio Grande do Norte. Het conflict ontstond doordat bendeleden uit paviljoen vijf rivaliserende bendeleden in paviljoen 4 aanvielen. Hierbij zijn 26 gevangenen om het leven gekomen. Het oproer wist zich niet te verspreiden naar de andere paviljoenen. De rebellenleiders van het PCC werden na het conflict overgebracht naar andere gevangenissen.

## Gevolgen
Na het conflict in Alcaçuz gevangenis heeft de gouverneur van Rio Grande de Norte de federale overheid verzocht om de crisis in het gevangenissysteem van Brazilië op te lossen. Op 1 januari 2018, precies een jaar na het oproer in Anisio Jobim-gevangenis, werd Brazilië echter weer geconfronteerd met een gevangenisconflict. In de Colônia Agroindustrial-gevangenis in de staat Goiás werden die dag 9 mensen vermoord en wisten 242 gevangenen te ontsnappen. Op dat moment waren 4 bewakers verantwoordelijk voor meer dan 800 gevangenen.